# مثبط تخليق البروتين

مُخطط بسيط لترجمة الحمض النووي الريبوزي الرسول

مثبط تخليق البروتين أو مثبط تصنيع البروتين (بالإنجليزية: Protein synthesis inhibitor)‏ هو مادة تُوقف أو تُبطئ من نمو أو تكاثر الخلايا عن طريق تعطيل العمليات التي تؤدي بشكلٍ مُباشر إلى إنتاج بروتينات جديدة.
يُمكن أيضًا استخدام تفسير واسع لهذا التعريف لوصفِ أي مضاد حيوي، أما عمليًا فهذا المُصطلح يُشير إلى المواد التي تعمل على مستوى الريبوسومات (سواء الريبوسومات نفسها أو عوامل الترجمة)، مع الاستفادة من الاختلافات الرئيسية في هياكل الريبوسومات بين بدائيات النواة وحقيقات النوى.

## موضع الارتباط
المضادات الحيوية التالي ترتبط بوحدة الريبوسوم الفرعية 30S:
- أمينوغليكوزيدات [3]
- تتراسيكلينات[3]

المضادات الحيوية التالي ترتبط بوحدة الريبوسوم الفرعية 50S:
- كلورامفينيكول[3]
- إريثروميسين[3]
- كلينداميسين[3]
- لنزوليد[3]
- تيليثرومايسين[3]
- ستريبتوغرامينات[3]
- ريتابامولين [الإنجليزية][4]